# Open de Rennes
Open de Rennes – męski turniej tenisowy rangi ATP Challenger Tour. Rozgrywany na kortach twardych w hali we francuskim Rennes od 2006 roku.

## Mecze finałowe

### Gra pojedyncza
| Rok  | Mistrz             | Finalista         | Wynik               |
| 2022 | Ugo Humbert        | Dominic Thiem     | 6:3, 6:0            |
| 2021 | Benjamin Bonzi     | Mats Moraing      | 7:6(3), 7:6(3)      |
| 2020 | Arthur Rinderknech | James Ward        | 7:5, 6:4            |
| 2019 | Ričardas Berankis  | Antoine Hoang     | 6:4, 6:2            |
| 2018 | Vasek Pospisil     | Ričardas Berankis | 6:1, 6:2            |
| 2017 | Uładzimir Ignatik  | Andriej Rublow    | 6:7(6), 6:3, 7:6(5) |
| 2016 | Nie rozgrywany     | Nie rozgrywany    | Nie rozgrywany      |
| 2015 | Malik al-Dżaziri   | Igor Sijsling     | 5:7, 7:5, 6:4       |
| 2014 | Steve Darcis       | Nicolas Mahut     | 6:2, 6:4            |
| 2013 | Nicolas Mahut      | Kenny de Schepper | 6:3, 7:6(3)         |
| 2012 | Kenny de Schepper  | Illa Marczenko    | 7:6(4), 6:2         |
| 2011 | Julien Benneteau   | Olivier Rochus    | 6:4, 6:3            |
| 2010 | Marc Gicquel       | Stéphane Bohli    | 7:6(6), 4:6, 6:1    |
| 2009 | Alejandro Falla    | Thierry Ascione   | 6:3, 6:2            |
| 2008 | Josselin Ouanna    | Adrian Mannarino  | 6:2, 6:3            |
| 2007 | Philipp Petzschner | Gilles Müller     | 6:3, 6:4            |
| 2006 | Jo-Wilfried Tsonga | Tobias Summerer   | 1:6, 7:5, 7:5       |

### Gra podwójna
| Rok  | Mistrzowie                              | Finaliści                                | Wynik             |
| 2022 | Jonathan Eysseric David Pel             | Dan Added Albano Olivetti                | 6:4, 6:4          |
| 2021 | Bart Stevens Tim van Rijthoven          | Marek Gengel Tomáš Macháč                | 6:7(2), 7:5, 10–3 |
| 2020 | Antonio Šančić Tristan-Samuel Weissborn | Tejmuraz Gabaszwili Lukáš Lacko          | 7:5, 6:7(5), 10–7 |
| 2019 | Sander Arends Tristan-Samuel Weissborn  | David Pel Antonio Šančić                 | 6:4, 6:4          |
| 2018 | Sander Gillé Joran Vliegen              | Sander Arends Antonio Šančić             | 6:3, 6:7(1), 10–7 |
| 2017 | Jewgienij Donskoj Michaił Jełgin        | Julian Knowle Jonathan Marray            | 6:4, 3:6, 11–9    |
| 2016 | Nie rozgrywany                          | Nie rozgrywany                           | Nie rozgrywany    |
| 2015 | Andrea Arnaboldi Antonio Šančić         | Wesley Koolhof Matwé Middelkoop          | 6:4, 2:6, 14–12   |
| 2014 | Tobias Kamke Philipp Marx               | František Čermák Jonatan Erlich          | 3:6, 6:2, 10–3    |
| 2013 | Oliver Marach Florin Mergea             | Nicholas Monroe Simon Stadler            | 6:4, 3:6, 10–7    |
| 2012 | Philipp Marx Florin Mergea              | Tomasz Bednarek Mateusz Kowalczyk        | 6:3, 6:2          |
| 2011 | Martin Emmrich Andreas Siljeström       | Kenny de Schepper Édouard Roger-Vasselin | 6:4, 6:4          |
| 2010 | Scott Lipsky David Martin               | Denis Gremelmayr Björn Phau              | 6:4, 5:7, 12–10   |
| 2009 | Eric Butorac Lovro Zovko                | Kevin Anderson Dominik Hrbatý            | 6:4, 3:6, 10–6    |
| 2008 | James Auckland Dick Norman              | Yves Allegro Horia Tecău                 | 6:3, 6:4          |
| 2007 | Philipp Petzschner Björn Phau           | Filip Polášek Igor Zelenay               | 6:2, 6:2          |
| 2006 | Grégory Carraz Mathieu Montcourt        | Tomasz Bednarek Frank Moser              | 6:3, 3:6, 10–4    |